# Eleições legislativas em São Tomé e Príncipe de 2010
As eleições legislativas são-tomenses de 2010 ocorreram em 1º de agosto, após serem adiadas de 21 de fevereiro.

## Resultados
| Partido                                                                   | Votos  | %      | Assentos | +/– |
| ------------------------------------------------------------------------- | ------ | ------ | -------- | --- |
| Acção Democrática Independente                                            | 29.588 | 42,19  | 26       | +15 |
| Movimento de Libertação de São Tomé e Príncipe – Partido Social Democrata | 22.510 | 32,09  | 21       | +1  |
| Partido de Convergência Democrática                                       | 9.540  | 13,60  | 7        | +7  |
| Movimento Democrático Força da Mudança                                    | 4.986  | 7,11   | 1        | –22 |
| União dos Democratas para Cidadania e Desenvolvimento                     | 855    | 1,22   | —        | —   |
| Frente Democrática Cristã                                                 | 291    | 0,48   | —        | —   |
| Movimento Socialista                                                      | 260    | 0,37   | —        | —   |
| União Nacional para a Democracia e Progresso                              | 241    | 0,35   | —        | —   |
| Confederação Democrática Nacional/Fêssu Bassóla                           | 204    | 0,29   | —        | —   |
| Partido CÓDÓ – Movimento de Ressurgimento Nacional                        | 129    | 0,18   | —        | —   |
| Total                                                                     | 70.136 | 100,00 | 55       | —   |
| Fonte: CST                                                                |        |        |          |     |